# Campionatul Mondial de Fotbal 1938
Campionatul Mondial de Fotbal 1938 a fost cea de-a treia ediție a Campionatului Mondial. Franța a fost aleasă gazdă de către FIFA în august 1936. Italia a devenit prima echipă care și-a apărat titlul cucerit anterior (1934) învingând în finală Ungaria cu scorul de 4-2.
A fost prima ediție la care atât țara gazdă, cât și deținătoarea trofeului s-au calificat automat la turneul final.
Inițial, au fost 16 echipe participante, dar Austria a fost anexată la Germania, astfel că turneul final s-a desfășurat doar cu 15 echipe. Competiția s-a desfășurat în sistem eliminatoriu, precum ediția din 1934.

## Selecția gazdei
Franța a fost aleasă ca și gazdă de FIFA la Berlin pe 13 august 1936. Franța a fost aleasă în favoarea Argentinei și Germaniei încă din prima rundă de votare. Decizia de a susține un al doilea turneu consecutiv în Europa (după cel din Italia din 1934) a cauzat un mic scandal venind din partea Americii de Sud, unde se credea că turneul va fi găzduit alternativ de țările din cele două continente. Acesta a fost ultimul Campionat Mondial care s-a desfășurat înainte de izbucnirea celui de-al doilea război mondial.

## Calificare
Articol principal: Calificările pentru Campionatul Mondial de Fotbal 1938
Din cauza scandalului iscat din cauza deciziei de a găzdui al doilea Campionat Mondial la rând în Europa, nici Uruguay, și nici Argentina nu au intrat în competiție. Spania nu a putut participa din cauza Războiului Civil.
A fost prima dată când gazdele, Franța, și deținătorii titlului, Italia, s-au calificat automat. Deținătorii titlului au primit această intrare automată în Campionatul Mondial din 1938 până în 2002 (inclusiv), după care s-a renunțat la aceasta.
Din cele 11 echipe rămase, unsprezece locuri au fost alocate Europei, două Americii, și unul pentru Asia. Drept rezultat, doar trei echipe non-europene au luat parte: Brazilia, Cuba și Indiile de Est. Acesta este cel mai mic număr de echipe non-europene care au concurat la o ediție de Campionat Mondial.
Austria s-a calificat la Campionatul Mondial, dar după ce s-au terminat calificările, Anschluss a unit Austria cu Germania. Austria a fost nevoită să se retragă din competiție, câțiva jucători austrieci, eventual, intrând în echipa germană, chiar dacă printre aceștia nu se număra și vedeta austriacă Matthias Sindelar, care a refuzat să joace pentru echipa unificată. Letonia a fost pe locul doi în grupa de calificare a Austriei, dar nu a fost invitată să paticipe, iar locul Austriei a rămas gol, și Suedia, echipa cu care aveau primul meci, au progresat direct în cea de-a doua rundă.
Acest turneu a fost pentru prima dată când s-au calificat Cuba și Indiile de Est (acum Indonezia). De asemenea tot aici și-au făcut debutul și naționale precum Polonia și Norvegia. România nu se va mai califica la un alt Campionat Mondial până în anul 1970. Polonia și Olanda nu vor mai reapărea la un turneu final până în 1974, iar Norvegia nu se va mai califica până în 1994. O echipă unificată a Germaniei nu va mai apărea până în 1994, chiar dacă Austria s-a întors în 1954, ba mai mult, a câștigat și locul trei.

### Lista de echipe calificate
Următoarele 16 echipe s-au calificat la turneul final. Oricum, 15 echipe au participat după ce Austria s-a retras din cauza Anschluss.
| - Austria - Belgia - Brazilia - Cuba - Cehoslovacia - Indiile de Est Neerlandeze - Franța (gazdă) - Germania | - Ungaria - Italia (campionii en-titre) - Țările de Jos - Norvegia - Polonia - România - Suedia - Elveția |

## Orașele gazdă
11 stadioane din 10 orașe au fost alese pentru Campionatul Mondial:
- Antibes, Stade du Fort Carré
- Bordeaux, Parc Lescure
- Le Havre, Stade Cavée Verte
- Lille, Stade Victor Boucquey
- Lyon, Stade Gerland (unicul meci programat aici a fost anulat)
- Marseille, Stade Vélodrome
- Paris, Parc des Princes și Stade Olympique de Colombes
- Reims, Vélodrome Municipal
- Strasbourg, Stade de la Meinau
- Toulouse, Stade Chapou

## Rezultate
|  | Optimi de finală    | Optimi de finală |          |       | Sferturi de finală | Sferturi de finală |  |  | Semifinale    | Semifinale    |  |  | Finală        | Finală        |
|  | 5 iunie 1938        | 5 iunie 1938     |          |       | 12 iunie 1938      | 12 iunie 1938      |  |  | 16 iunie 1938 | 16 iunie 1938 |  |  | 19 iunie 1938 | 19 iunie 1938 |
|  |                     |                  |          |       |                    |                    |  |  |               |               |  |  |               |               |
|  |                     |                  |          |       |                    |                    |  |  |               |               |  |  |               |               |
|  |                     |                  |          |       |                    |                    |  |  |               |               |  |  |               |               |
|  | Franța              | 3                |          |       |                    |                    |  |  |               |               |  |  |               |               |
|  | Franța              | 3                |          |       |                    |                    |  |  |               |               |  |  |               |               |
|  | Belgia              | 1                |          |       |                    |                    |  |  |               |               |  |  |               |               |
|  | Belgia              | 1                | Franța   | 1     |                    |                    |  |  |               |               |  |  |               |               |
|  |                     |                  |          | 1     |                    |                    |  |  |               |               |  |  |               |               |
|  |                     | Italia           | 3        |       |                    |                    |  |  |               |               |  |  |               |               |
|  | Italia (d.p.)       | Italia           | 3        | 2     |                    |                    |  |  |               |               |  |  |               |               |
|  | Italia (d.p.)       |                  |          | 2     |                    |                    |  |  |               |               |  |  |               |               |
|  | Norvegia            | 1                |          |       |                    |                    |  |  |               |               |  |  |               |               |
|  | Norvegia            | 1                | Italia   | 2     |                    |                    |  |  |               |               |  |  |               |               |
|  |                     |                  |          | 2     |                    |                    |  |  |               |               |  |  |               |               |
|  |                     | Brazilia         | 1        |       |                    |                    |  |  |               |               |  |  |               |               |
|  | Brazilia (d.p.)     | Brazilia         | 1        | 6     |                    |                    |  |  |               |               |  |  |               |               |
|  | Brazilia (d.p.)     |                  |          | 6     |                    |                    |  |  |               |               |  |  |               |               |
|  | Polonia             | 5                |          |       |                    |                    |  |  |               |               |  |  |               |               |
|  | Polonia             | 5                | Brazilia | 1 (2) |                    |                    |  |  |               |               |  |  |               |               |
|  |                     |                  |          | 1 (2) |                    |                    |  |  |               |               |  |  |               |               |
|  |                     | Cehoslovacia     | 1 (1)    |       |                    |                    |  |  |               |               |  |  |               |               |
|  | Cehoslovacia (d.p.) | Cehoslovacia     | 1 (1)    | 3     |                    |                    |  |  |               |               |  |  |               |               |
|  | Cehoslovacia (d.p.) |                  |          | 3     |                    |                    |  |  |               |               |  |  |               |               |
|  | Țările de Jos       | 0                |          |       |                    |                    |  |  |               |               |  |  |               |               |
|  | Țările de Jos       | 0                | Italia   | 4     |                    |                    |  |  |               |               |  |  |               |               |
|  |                     |                  |          | 4     |                    |                    |  |  |               |               |  |  |               |               |
|  |                     | Ungaria          | 2        |       |                    |                    |  |  |               |               |  |  |               |               |
|  | Germania            | Ungaria          | 2        | 1 (2) |                    |                    |  |  |               |               |  |  |               |               |
|  | Germania            |                  |          | 1 (2) |                    |                    |  |  |               |               |  |  |               |               |
|  | Elveția             | 1 (4)            |          |       |                    |                    |  |  |               |               |  |  |               |               |
|  | Elveția             | 1 (4)            | Elveția  | 0     |                    |                    |  |  |               |               |  |  |               |               |
|  |                     |                  |          | 0     |                    |                    |  |  |               |               |  |  |               |               |
|  |                     | Ungaria          | 2        |       |                    |                    |  |  |               |               |  |  |               |               |
|  | Ungaria             | Ungaria          | 2        | 6     |                    |                    |  |  |               |               |  |  |               |               |
|  | Ungaria             |                  |          | 6     |                    |                    |  |  |               |               |  |  |               |               |
|  | Indiile de Est      | 0                |          |       |                    |                    |  |  |               |               |  |  |               |               |
|  | Indiile de Est      | 0                | Ungaria  | 5     |                    |                    |  |  |               |               |  |  |               |               |
|  |                     |                  |          | 5     |                    |                    |  |  |               |               |  |  |               |               |
|  |                     | Suedia           | 1        |       |                    |                    |  |  |               |               |  |  |               |               |
|  | Suedia              | Suedia           | 1        |       |                    |                    |  |  |               |               |  |  |               |               |
|  |                     |                  |          |       |                    |                    |  |  |               |               |  |  |               |               |
|  | Austria             | nepr.            |          |       |                    |                    |  |  |               |               |  |  |               |               |
|  | Austria             | nepr.            | Suedia   | 8     |                    |                    |  |  |               |               |  |  |               |               |
|  |                     |                  |          | 8     |                    |                    |  |  |               |               |  |  |               |               |
|  |                     | Cuba             | 0        |       |                    |                    |  |  |               |               |  |  |               |               |
|  | Cuba                | Cuba             | 0        | 3 (2) |                    |                    |  |  |               |               |  |  |               |               |
|  | Cuba                |                  |          | 3 (2) |                    |                    |  |  |               |               |  |  |               |               |
|  | România}            | 3 (1)            |          |       |                    |                    |  |  |               |               |  |  |               |               |
|  | România}            | 3 (1)            |          |       |                    |                    |  |  |               |               |  |  |               |               |

### Optimi de finală
| Germania          | 1-1       | Elveția            |
| ----------------- | --------- | ------------------ |
| Josef Gauchel 29' | (Cronică) | André Abegglen 43' |

| Ungaria                                                                          | 6-0       | Indiile de Est |
| -------------------------------------------------------------------------------- | --------- | -------------- |
| Vilmos Kohut 14' Géza Toldi 16' György Sárosi 25', 88' Gyula Zsengellér 30', 67' | (Cronică) |                |

| Suedia                    | neprezentare | Austria                          |
| ------------------------- | ------------ | -------------------------------- |
| Merge mai departe automat |              | neprezentare (eliminată automat) |

| Cuba                                                   | 3-3       | Regatul României                                      |
| ------------------------------------------------------ | --------- | ----------------------------------------------------- |
| Héctor Socorro 44' Tomás Fernández 87' Juan Tuñas 117' | (Cronică) | Silviu Bindea 35' Iuliu Baratky 88' Ștefan Dobay 105' |

| Franța                                  | 3-1       | Belgia               |
| --------------------------------------- | --------- | -------------------- |
| Émile Veinante 1' Jean Nicolas 16', 69' | (Cronică) | Henri Isemborghs 38' |

| Italia                              | 2-1       | Norvegia         |
| ----------------------------------- | --------- | ---------------- |
| Pietro Ferraris 2' Silvio Piola 94' | (Cronică) | Arne Brustad 83' |

| Brazilia                                                         | 6-5       | Polonia                                                            |
| ---------------------------------------------------------------- | --------- | ------------------------------------------------------------------ |
| Leônidas da Silva 18', 93', 104' Romeu 25' José Perácio 44', 71' | (Cronică) | Fryderyk Scherfke 23' (pen.) Ernest Wilimowski 53', 59', 89', 118' |

| Cehoslovacia                                             | 3-0       | Olanda |
| -------------------------------------------------------- | --------- | ------ |
| Josef Košťálek 93' Oldřich Nejedlý 111' Josef Zeman 118' | (Cronică) |        |

#### Rejucări
| Germania                                         | 2-4       | Elveția                                                       |
| ------------------------------------------------ | --------- | ------------------------------------------------------------- |
| Wilhelm Hahnemann 8' Ernst Lörtscher 22' (auto.) | (Cronică) | Eugen Walaschek 42' Alfred Bickel 64' André Abegglen 75', 78' |

| Cuba                                   | 2-1       | Regatul României |
| -------------------------------------- | --------- | ---------------- |
| Héctor Socorro 51' Carlos Oliveira 57' | (Cronică) | Ștefan Dobay 35' |

### Sferturi de finală
| Elveția | 0-2       | Ungaria                                |
| ------- | --------- | -------------------------------------- |
|         | (Cronică) | György Sárosi 40' Gyula Zsengellér 89' |

| Suedia                                                                                        | 8-0       | Cuba |
| --------------------------------------------------------------------------------------------- | --------- | ---- |
| Tore Keller 9', 80', 81' Gustav Wetterström 32', 37', 44' Arne Nyberg 84' Harry Andersson 90' | (Cronică) |      |

| Franța              | 1-3       | Italia                                 |
| ------------------- | --------- | -------------------------------------- |
| Oscar Heisserer 10' | (Cronică) | Gino Colaussi 9' Silvio Piola 51', 72' |

| Brazilia              | 1-1       | Cehoslovacia               |
| --------------------- | --------- | -------------------------- |
| Leônidas da Silva 30' | (Cronică) | Oldřich Nejedlý 65' (pen.) |

#### Rejucare
| Brazilia                          | 2-1       | Cehoslovacia          |
| --------------------------------- | --------- | --------------------- |
| Leônidas da Silva 57' Roberto 62' | (Cronică) | Vlastimil Kopecký 25' |

### Semifinale
| Ungaria                                                         | 5-1       | Suedia         |
| --------------------------------------------------------------- | --------- | -------------- |
| Gyula Zsengellér 19', 39', 85' Pál Titkos 37' György Sárosi 65' | (Cronică) | Arne Nyberg 1' |

| Italia                                       | 2-1       | Brazilia  |
| -------------------------------------------- | --------- | --------- |
| Gino Colaussi 55' Giuseppe Meazza 60' (pen.) | (Cronică) | Romeu 87' |

### Finala mică
| Suedia                            | 2-4       | Brazilia                                              |
| --------------------------------- | --------- | ----------------------------------------------------- |
| Sven Jonasson 28' Arne Nyberg 38' | (Cronică) | Romeu 44' Leônidas da Silva 63', 74' José Perácio 80' |

## Finala
| Ungaria                         | 2-4       | Italia                                      |
| ------------------------------- | --------- | ------------------------------------------- |
| Pál Titkos 8' György Sárosi 70' | (Cronică) | Gino Colaussi 6', 35' Silvio Piola 16', 82' |

## Marcatori
| 7 goluri - Leônidas 6 goluri - Gyula Zsengellér 5 goluri - György Sárosi - Silvio Piola 4 goluri - Gino Colaussi - Ernest Wilimowski 3 goluri - Perácio - Romeu - Tore Keller - Arne Nyberg - Gustav Wetterström - André Abegglen 2 goluri - Héctor Socorro - Oldřich Nejedlý - Jean Nicolas - Ștefan Dobay Autogoluri - Ernst Lörtscher (pentru Germania) | 1 gol - Henri Isemborghs - Roberto - Tomás Fernández - Carlos Oliveira - Juan Tuñas - Vlastimil Kopecký - Josef Košťálek - Josef Zeman - Oscar Heisserer - Émile Veinante - Josef Gauchel - Wilhelm Hahnemann - Vilmos Kohut - Ferenc Sas - Pál Titkos - Géza Toldi - Pietro Ferraris - Giuseppe Meazza - Arne Brustad - Fryderyk Scherfke - Iuliu Baratky - Silviu Bindea - Harry Andersson - Sven Jonasson - Alfred Bickel - Eugen Walaschek |